# Marques Colston
Marques E. Colston (5 de junho de 1983, Harrisburg, Pensilvânia) é um ex-jogador de futebol americano que atuava como wide receiver na National Football League. 
Colston foi campeão da temporada de 2009 da National Football League jogando pelo New Orleans Saints.